# Хронология русской литературы XIV—XV веков

## Оригинальные произведения XIV века

### Первая четверть XIV века
- 1304 — завершение источника Лаврентьевской летописи (предположительно Тверского свода)[комм. 1].
- 1305—1306[комм. 2] — написано «Житие Софии Ярославны Тверской».
- 1307 — запись псковского книгописца Домида на Апостоле-апракос с аллюзией на «Слово о полку Игореве».
- 1308—1326 — Митрополит Пётр. Автор шести поучений.
- Конец XIII — начало XIV века — составление священником Андреем новой редакции «Сказания об убиении в Орде князя Михаила Черниговского и его боярина Феодора».
- Начало XIV века — создание общерусского летописного свода, по гипотезе А. А. Шахматова. В настоящее время эта гипотеза отвергается.
- Начало XIV века — составление первоначальной редакции «Жития Феодора Ярославского».
- Незадолго до церковного собора 1311 года — послание монаха Акиндина князю Михаилу Ярославичу Тверскому против митрополита Петра.
- 1313 — Дьяк Козьма Пскович переписывает Паремийник и делает несколько оригинальных приписок на полях.
- Зима 1319/20 годов — первоначальная редакция «Жития Михаила Ярославича Тверского», составленная предположительно Александром, игуменом Отроча монастыря.
- 1319 (по А. Н. Насонову) — составлен тверской летописный свод.
- 1321—1323 — по ныне отвергаемой гипотезе Д. Ф. Кобяко, Василий Калика составляет «Сказание о святых местах в Константинополе»[комм. 3].

### Вторая четверть XIV века
- 1327 (по А. Н. Насонову) — составлен Литовский летописный свод.
- 1327, лето — епископ Ростовский Прохор произносит Похвальное слово митрополиту Петру. Составление «Жития митрополита Петра» (его автором считается либо Прохор, либо некий московский клирик).
- 1328—1353 — митрополит русский Феогност. Автор «Поучения к духовным чадам» и ряда грамот.
- 1330 — завершение основного текста единственного Синодального списка Новгородской первой летописи старшего извода.
- 25 февраля 1340 года — приписка к Сийскому Евангелию, упоминающая «безбожные ереси».
- 1340 (по М. Д. Приселкову) — первый московский летописный свод.
- 1347 — послание архиепископа Новгородского Василия Калики епископу Тверскому Феодору о рае.
- 1348—1349 — путешествие в Константинополь Стефана Новгородца. По его итогам автором было написано «Хождение Стефана Новгородца».
- Вторая четверть XIV века — составление первоначальной редакции «Повести о Довмонте»[комм. 4].
- 1340-е годы — летописные записи на пасхальных таблицах в сохранившемся богослужебном сборнике.
- 1340―1350-е годы — написано «Слово о знамении святой Богородицы» (сказание о битве новгородцев с суздальцами).
- Середина XIV века (по Л. В. Черепнину) — возникновение первой редакции «Повести о Шевкале».

### Третья четверть XIV века
- 1352 — завершение приписок к Синодальному списку Новгородской первой летописи старшего извода.
- 1354—1378 — митрополит русский Алексий. Автор двух поучений (одно из них — к нижегородским христианам), послания (или грамоты на Червленый Яр), духовной грамоты.
- 1354 — митрополит Алексий пишет поучение «от апостольских деяний к христолюбивым христианам».
- 1372 — создание Стефаном Пермским пермской азбуки.
- 1375 — согласно А. Н. Насонову, составлен Тверской летописный свод.
- Около 1375 — Суздалец Дорофей по благословению епископа Дионисия создает компиляцию «О Богумиле попе», вошедшую в состав «Кормчей книги».
- 1370-е годы — архимандрит смоленского Богородичного монастыря Агрефений совершает паломничество в Иерусалим и составляет его описание — «Хождение архимандрита Агрефения». На основании данного описания составлен и другой текст — «Сказание о пути к Иерусалиму» инока Епифания.
- 1370-е годы — епископ Сарайский Матфей составляет «Поучение к детям моим».

### Последняя четверть XIV века
- 1377, с 14 января по 20 марта — монах Лаврентий и второй (неизвестный по имени) писец переписывают сохранившийся список Лаврентьевской летописи. Согласно В. Л. Комаровичу и Г. М. Прохорову, Лаврентий редактировал ряд текстов[комм. 5].
- 1378, 3 июня, 23 июня и 18 октября — три послания митрополита Киприана игуменам Сергию Радонежскому и Федору Симоновскому (в ответ на их письма).
- 1379 — архимандрит Михаил составил выписки из сочинений отцов церкви («Пчелы правоверия») в обоснование своей позиции.
- Между 1379 и 1382 — написание первой редакции «Жития митрополита Алексея».
- 1380 — монах Епифаний в Троицком монастыре переписывает Стихирарь и делает ряд приписок.
- Вскоре после 1380 (по М. Н. Тихомирову, в 1384) — написание «Задонщины»[комм. 6].
- 1381 — написание Киприаном новой редакции «Жития митрополита Петра» и Службы митрополиту Петру. Возможно, тогда же он пишет «Иное послание о повинных».
- 1381—1382 — дьякон Вунько по благословению игумена Серпуховского Высоцкого монастыря Афанасия (Андрея) делает список «Пандектов» Никона Черногорца.
- 1381—1382 — послание митрополита Киприана («Ответы») игумену Афанасию в ответ на его письмо.
- 1382 — согласно Г. М. Прохорову, митрополит Киприан редактирует «Повесть о Митяе», написанную Епифанием Премудрым.
- 1383, 1 января — умер старец Нижегородского Печерского монастыря Павел Высокий. Филарет (Гумилевский) предположительно приписал ему ряд поучений и слов.
- 1383 — архиепископ Суздальский и Нижегородский Дионисий дает грамоту Снетогорскому монастырю, а также уставную грамоту Пскову (отменена Киприаном в 1395 г.).
- 1383 — Поучение против стригольников, в большинстве списков надписанное именем патриарха Антония. По Г. М. Прохорову, его автором был Дионисий Суздальский (по другой гипотезе — Стефан Пермский).
- Зима 1384/85 годов — послание Федора Симоновского Киприану в Киев (не сохранилось).
- 1389—1393 — Путешествие в Константинополь митрополита Пимена и других лиц. По наказу смоленского епископа Михаила Игнатий Смольнянин ведет записи. По его итогам написано «Хождение» (известно также как «Пименово хожение в Царьград»), а также «Беседа о святынях Царьграда» и «Сказание о Царьграде»[комм. 7].
- 1391—1396 — Путешествие дьяка Александра в Константинополь. По его итогам он пишет «Хождение в Царьград», включенное в Новгородскую IV летопись.
- 1392, июнь — В Константинопольском Студийском монастыре русский инок Сергий по благословению Афанасия Высоцкого пишет Сборник поучений и житий.
- 1392 (либо 1404) — Киприан и Василий Дмитриевич составляют Уставную грамоту о разграничении прав князя и митрополита.
- Вскоре после 1396 — Епифаний Премудрый пишет «Житие Стефана Пермского».
- 1397 — Григорий Цамблак пишет «Слово похвальное великомученику Георгию».
- 1397 — Архиепископ Новгородский Иоанн составляет Послание на Двину.
- 1398 — Двинская грамота Василия Дмитриевича.
- После 1399 — летописный рассказ о смерти Михаила Александровича Тверского («Житие Михаила Александровича»).
- Между 1399 и 1402 — Послание Кирилла Белозерского князю Василию Дмитриевичу.
- 1390-е годы (завершает изложение 1389 г., возможно, составлен в 1392 г.) — летописный свод («Летописец великий русский», на который ссылается Троицкая летопись).
- 1390-е годы[комм. 8] (по другим гипотезам, 1420-е годы или 1440-е годы[комм. 9]) — Написание «Слова о житии и преставлении Дмитрия Ивановича». Его предположительный автор — Епифаний Премудрый[комм. 10] (это возможно при ранней датировке).
- 1390-е годы — «Послание мудрого Феофана монаху Прохору» (согласно Г. М. Прохорову, это письмо Феофана Грека Прохору с Городца, включенное в текст «Слова о житии Дмитрия Ивановича».
- 1390-е годы — Активная деятельность митрополита Киприана. Автор ряда канонов и молитв, перевел «Служебник» (в 1397 г.), к его молитвеннику восходит «Сказание об отреченных книгах». При Киприане получает распространение Иерусалимский богослужебный устав.
- Конец XIV века — игумен Новгородского Видгощенского монастыря Трифон Скимон — предполагаемый автор нескольких статей и составитель сборника, вложенного им в монастырь (известен как «Трифоновский сборник»[комм. 11]).
- Конец XIV века — согласно Л. А. Дмитриеву, написана в первоначальном варианте «Повесть о нашествии Тохтамыша», позднее включенная в летописи.
- Конец XIV века (либо первая половина XIV века) — составление «Повести о разорении Рязани Батыем».
- Конец XIV — начало XV века — архимандрит нижегородско-печерского Вознесенского монастыря Досифей составляет «Устав Святой горы» и «Чин, како подобает пети 12 псалмов особь…».
- Конец XIV — начало XV века — написание «Жития Никиты Столпника Переяславского».
- Конец XIV — начало XV века (либо конец XVI века) — написание «Жития Пахомия Нерехтского».
- Конец XIV — начало XV века (предположительно) — в Новгороде написано «Рукописание Магнуша».
- XIV век — послание к пастве некоего игумена Есифа (Иосифа).
- XIV век — формирование текста минейного «Торжественника».
- Не позднее второй половины XIV века — составление сборника «Измарагд».
- Вторая половина XIV века — составлена Смоленская летопись.

## Переводные произведения XIV века
- 1354 — переписан Чудовский список Нового завета, отличающийся от других известных списков. Его переводчиком считается митрополит Алексий.
- 1371 — сербский инок Исайя (игумен русского монастыря св. Пантелеймона на Афоне) переводит свод сочинений Дионисия Ареопагита с толкованиями Максима Исповедника (сохранился автограф).
- 1383—1384 — Феодор Симоновский в Константинополе. Там он переводит молитвы Филофея Коккина и ряд канонов.
- 1385 — перевод «Шестоднева» Георгия Писиды Дмитрием Зографом.
- XIII или первая половина XIV века — «Сказание об Индийском царстве».
- XIII — XIV века — создание Троицкого хронографа.
- Не позднее XIV века — апокриф «Сказание о Макарии Римском».
- Не позднее XIV века — «Апокрифы об Аврааме».
- Не позднее XIV века — «Мучение святого апостола Филиппа».
- Не позднее XIV века — «Евангелие от Фомы».
- Не позднее XIV века — «Слово Иоанна Солунского о преставлении Богородицы».
- Не позднее XIV века — «Вопросы Варфоломеевы к Богородице».
- Не позднее XIV века — перевод «Жития Богородицы».
- Не позднее XIV века — на Руси известно «Житие Марии Египетской».
- Не позднее XIV века — «Житие Феодора Едесского».
- Не позднее XIV века — «Мудрость Менандра».
- Не позднее XIV века — «Мучение Варвары».
- Не позднее XIV века — «Откровение Варуха».
- Не позднее XIV века — на Руси известно «Поучение о составлении Псалтири» и Легенда о Давиде и Вирсавии (восходящая к Талмуду).
- Не позднее XIV века — на Руси известен полный перевод «Поучения» Агапита (ранее отрывки включались в «Изборники»).
- Не позднее XIV века — перевод «Повести о благочестивом рабе».
- Не позднее XIV века — болгарский перевод «Шестоднева» Севериана Гавальского.
- Не позднее XIV века — «Хождение Зосимы к рахманам».
- Не позднее XIV века — отдельное распространение получает «Повесть о бесе Зерефере» (ранее входившая в патерики).
- Не позднее XIV века (возможно, в XI веке) — распространение «Поучений огласительных», «Слова на благовещение о девстве», «Слова на Рождество Иоанна Предтечи» и других слов Феодора Студита.
- Не позднее конца XIV века — распространение апокрифа «О потопе» и апокрифа «Мельхиседек».
- XIV век — на Руси известно «Житие Николая Воина».
- XIV век — на Афоне сделан новый перевод «Лествицы» Иоанна Лествичника.
- XIV век — болгарский перевод Хроники Симеона Логофета.
- XIV век — южнославянский перевод Алфавитной Синтагмы Матфея Властаря.
- Не позднее конца XIV века — на Руси известен «Чин православия» (предположительно уже в XII веке).
- Конец XIV века — распространение на Руси перевода «Диоптры» Филиппа Монотропа.
- Конец XIV — начало XV века — перевод учительного Евангелия Каллиста, патриарха Константинопольского[комм. 12].
- Конец XIV — начало XV века — новый перевод «Сказания Афродитиана».
- Не позднее XIV века — славянский перевод «Христианской топографии» (VI века) византийского купца Козьмы Индикоплова.

## Оригинальные произведения XV века

### 1400-е годы
- 1401 — Григорий Цамблак пишет «Житие Иоанна Нового Белгородского» — первое произведение молдавской литературы, вошедшее и в русскую рукописную традицию.
- 1402 — Василий Дмитриевич и Киприан разыскали, утвердили и размножили старый Номоканон.
- 1403—1406 — Григорий Цамблак в Молдавии пишет 16 слов.
- 1406 — По инициативе тверского епископа Арсения создана новая редакция «Киево-Печерского патерика» (древнейший сохранившийся список Киево-Печерского патерика).
- 1406 — Коломенский список Толковой Палеи. Опубликован в 1892 году.
- 1406, 12 сентября — Духовная грамота митрополита Киприана.
- 1408 — Составление Троицкой летописи. По сведениям В. Н. Татищева, в работе над ней принимал участие Игнатий, архимандрит монастыря Спасо-Преображения в Кремле[комм. 13]. В неё вошли «Повесть о битве на реке Воже», «Повесть о битве на реке Пьяне», первоначальная редакция «Повести о нашествии Едигея».
- 1409 — Летописный свод Арсения Тверского.
- Около 1409 — Григорий Цамблак произносит Похвальное слово митрополиту Киприану.
- 1410, 29 августа — послание митрополита Фотия в Новгород.
- 1410 или вскоре после — Летописный рассказ о болезни и смерти Арсения Тверского.
- 1410 или вскоре после — Новгородский архиепископ Иоанн пишет «Благословение» и «Указ трем исповедникам».
- Конец XIV ― начало XV века — создание Арсеньевской и Феодосьевской редакций «Киево-Печерского патерика».
- Конец XIV века или начало XV века — составлен «Летописец великих князей литовских» («Литовскому роду починок»).
- Начало XV века — Послания Кирилла Белозерского Андрею Дмитриевичу Можайскому и Георгию Дмитриевичу Звенигородскому. Предполагается, что он же написал «Поучение старца Кирила в неделю сырную по трапезе».
- Начало XV века — предположительно составлена псковская летопись, использованная в своде 1418 года.
- Начало XV века — составлена первая редакция «Списка истинных книг».
- Начало XV века — написана первая редакция «Повести о Темир-Аксаке» (по С. К. Шамбинаго, в конце XIV в.; по В. П. Гребенюку, написана между 1402 и 1408 и включена в Троицкую летопись; по А. А. Шахматову, для свода 1418 г., по И. Л. Жучковой — не ранее 1408 г.).
- Начало XV века (датировка М. О. Скрипиля, древнейшие списки конца XV века) — написано «Сказание о Вавилоне».

### 1410-е годы
- 1411 — По гипотезе А. Г. Боброва, составлен новгородский летописный свод.
- 1412 — Создание тверской редакции летописного свода 1408 г. (по М. Д. Приселкову, в 1413). Вероятно, включала «Повесть о Плаве»[1].
- 1412 — Этим годом завершается Рогожский летописец.
- 1415 — Епифаний Премудрый пишет послание Кириллу (Корнилию), архимандриту Спасо-Афанасьева монастыря.
- 1415 — Окружное послание митрополита Фотия «О нынешнем новом разрушении и мятеже церковном» в ответ на поставление Григория Цамблака киевским митрополитом.
- Около 1415 — Григорий Цамблак пишет Похвальное слово Евфимию Тырновскому.
- 1416, 9 и 23 сентября — послания Фотия в Псков.
- 1418 — Епифаний Премудрый пишет «Житие Сергия Радонежского».
- 1418 — Этим годом завершается Софийская первая летопись старшего извода.
- 1418 (октябрь 6927) — Этим годом завершается Московско-Академическая летопись.
- 1418 (датировка М. Д. Приселкова, поддержанная Б. М. Клоссом; по А. А. Шахматову — 1423) — Составление Московского свода митрополита Фотия.
- 1418, осень — Архиепископ Новгородский Симеон пишет Послание в Псковский Снетогорский монастырь и произносит в Пскове Поучение.
- 1419 — Согласно Я. С. Лурье, Ростовский свод (отразившийся в сокращенном виде в Московско-Академической летописи).
- 1419 — Послание Фотия к литовским православным после воссоединения митрополии.
- 1419—1420 — Диакон Троице-Сергиева монастыря Зосима совершает путешествие в Константинополь и Иерусалим и составляет «Хождение» («Ксенос»).
- Около 1420 — Смерть Епифания Премудрого.
- Около 1420 (датировка Б. М. Клосса) — Ипатьевский список Ипатьевской летописи.
- 1410―1420-е годы — Деятельность митрополита Фотия, автора многочисленных поучений и грамот.
- Первая четверть XV века (по датировке Л. А. Дмитриева, но не позднее конца XV века; по М. А. Салминой, между 1440-ми годами и началом XVI века) — написано «Сказание о Мамаевом побоище».
- Не позднее первой четверти XV века — распространение на Руси Письмовников.

### 1420-е годы
- 1423 (либо 1418—1421) — Согласно А. А. Шахматову, составлен «Владимирский полихрон» (сейчас его существование отвергается).
- 1424 — Архиепископ новгородский Евфимий I (Емельян Брадатый) пишет Исповедание веры.
- 1426 — Евфимий I Новгородский дает грамоту псковскому духовенству.
- 1427 — Смерть Кирилла Белозерского. Сохранился подлинник его духовной грамоты.
- 1428 — Этим годом завершается общий текст старшей и младшей редакций (изводов) «Новгородской четвертой летописи».
- 1428 — Этим же годом завершается текст «Новгородской Карамзинской летописи».
- На этом основании выделяется Новгородский свод 1428 года, составленный уставщиком Матфеем Михайловым.
- 1429 (по Ю. К. Бегунову; либо вскоре после 1418) — написано «Чудо Ильи пророка в Нижнем Новгороде».

### 1430-е годы
- 1431 или вскоре после — Архимандрит Чудова монастыря Питирим пишет службу митрополиту Алексею (возможно, он же написал краткое житие Алексея, позднее переработанное Пахомием).
- Около 1432 — согласно Д. С. Лихачёву, в Новгороде составлен летописный свод.
- 1437 — этим годом завершается Новгородская четвёртая летопись старшего извода (её Новороссийский список).
- 1437—1440 (1438—1439 — пребывание на соборе) — Путешествие русского посольства на Ферраро-Флорентийский собор. По его итогам епископ Суздальский Авраамий пишет «Исхождение» (записки об Италии). Симеон Суздальский пишет «Повесть о восьмом соборе» (по гипотезе Л. В. Черепнина, завершена в 1447 г.). Неизвестный суздалец пишет «Хождение во Флоренцию» и заметку «О Риме».
- Не позднее 1438 — между 1440 и 1443 — Пахомий Логофет (Пахомий Серб) в Новгороде составляет новую редакцию «Жития Варлаама Хутынского», похвальное слово и службу, а также похвальное слово и службу празднику Знамения Богородицы в Новгороде.
- 1439 — Завершение основного текста Комиссионного списка Новгородской первой летописи младшего извода (другим почерком записаны известия за 1440—1446 годы).
- 1430-е годы (по А. А. Шахматову, 1448 год) — Создание Новгородско-Софийского свода (по А. А. Шахматову, он составлен в Новгороде, по другим авторам — в Москве). В его состав входят «Летописная повесть о Куликовской битве» и «Повесть о нашествии Тохтамыша» (М. А. Салмина датировала их концом 1440-х годов), а также «Слово о житии Дмитрия Ивановича», «Повесть о побоище Витовта с Темир-Кутлуем» и «Рукописание Магнуша».

### 1440-е годы
- Между 1440 и 1443—1459 — Пахомий Логофет живет в Троице-Сергиевом монастыре. Он пишет «Житие Никона Радонежского», похвальное слово и службу ему.
- 1443 — этим годом заканчивался Академический список Новгородской первой летописи младшего извода[комм. 14].
- 1446 — Составлена «Белорусская первая летопись», отразившаяся в позднейших летописях: Никифоровской, Супрасльской, Слуцкой и Академической (согласно Я. С. Лурье, в 1446 был составлен смоленский митрополичий свод, а Белорусская I летопись в целом — не ранее 1450-х).
- После 1446 — Включение в летописи Рассказа об ослеплении Василия Васильевича, частично записанного со слов самого князя.
- Январь 6954 (1447) — Этим годом завершается основная часть Новгородской первой летописи младшего извода, её Комиссионный список.
- 1447 (6955) — Окончание общего текста списков Новгородской четвёртой летописи младшего извода (некоторые её списки продолжаются далее).
- 1447 — Соборное послание епископов Дмитрию Шемяке.
- После 1447 — написано «Сказание о Железных вратах» (со слов русского путешественника, побывавшего в 1436—1447 годах в Дербенте и Ширване).
- 1448 — Окончание Фроловского списка Новгородской четвёртой летописи младшего извода.
- 1440-е годы — по Л. А. Дмитриеву, составлено «Сказание об обретении мощей Иоанна Новгородского» и «Сказание о путешествии Иоанна Новгородского на бесе в Иерусалим».
- 1440-е годы — датировка единственного списка Рогожского летописца[комм. 15]
- Середина XV века (приблизительно) — первая редакция «Жития Димитрия Прилуцкого», написанная Макарием, игуменом Прилуцкого монастыря.
- Середина XV века — написание «Повести о посаднике Щиле» (по Л. В. Черепнину, 1440-е годы, В. Л. Янину — не ранее 1462, П. В. Пятнову — между 1471 и 1491, М. Бердникову — между 1388 и 1416, другим авторам: И. П. Еремину, Н. К. Гудзию, Н. А. Казаковой — в первой половине или середине XV в.).
- Не позднее второй четверти XV века — возникновение церковной службы Петру и Февронии, где упоминались главные мотивы позднейшей Повести.

### 1450-е годы
- Начало 1450-х — Пахомий Логофет пишет повесть об обретении мощей митрополита Алексея.
- 1452 — Завершение текста Музейного летописца.
- Около 1453 — Инок Фома составляет «Похвальное слово великому князю Борису Александровичу».
- 1455 — По гипотезе А. Н. Насонова, составлен Тверской летописный свод.
- Между 1455 и 1462 — Написание «Жития Питирима, епископа Пермского». Д. М. Буланин выдвигает гипотезу об авторстве Пахомия Логофета.
- 1456 — Митрополичий летописный свод[комм. 16], читающийся в Софийской I летописи младшего извода (Бальзеровский список доведен до 1456, но в него включен текст за 1471 г.).
- 1456 и 1461—1462 — Иеромонах Варсонофий совершает два путешествия в Иерусалим, Египет и Синай. Оно описано им в «Хождении».
- Вскоре после 1456 — Феофил Дедеркин пишет послание Василию II о землетрясении в Италии 4 декабря 1456 г. (послание содержит западнорусские элементы).
- 1458 — в Закарпатье составлена Мукачевская летопись (Хронология) и «Краткое летословие о монастыри чина св. Василия Великого на горе Чернецкой сущем».
- 1459 — Пахомий Логофет пишет вторую редакцию «Жития митрополита Алексея»
- 1459—1461 — Пахомий Логофет в Новгороде. Он пишет «Житие Евфимия Новгородского», Похвальное слово на Покров Богородицы, службу Антонию Печерскому.
- 19 июня 1460 — Монах Киево-Печерский Кассиан создает новую редакцию «Киево-Печерского патерика» (первую редакцию также называют Акакиевской).
- Около 1460 — послания митрополита Ионы киевскому князю Александру Владимировичу, а также западнорусским епископам с осуждением унии.
- 1450-е годы — Пахомий Логофет пишет новую редакцию «Жития Сергия Радонежского» (насчитывают от двух от семи редакций текста Пахомия, древнейший список датирован 1459 г.), службу ему, Канон с акафистом и Похвальное слово.

### 1460-е годы
- 31 марта 1461 года (датируют также 1451 годом) — Духовная грамота митрополита Ионы.
- Между 1461 и 1477 — Послание Иосифа Волоцкого о Троице архимандриту Вассиану (Стригину-Оболенскому).
- 1461—1462 — написано «Слово избрано от святых писаний, еже на латыню», включает переработку «Повести о восьмом соборе» (гипотетически приписывалось Симеону Суздальскому либо Пахомию Логофету).
- 1461—1464 — Митрополит Феодосий (Бывальцев). Автор «Сказания об исцелевшем хромце».
- 1462 — Монах Кассиан создает свою вторую редакцию «Киево-Печерского патерика», получившую широкое распространение.
- 1462—1463 — Пахомий Логофет отправляется в Кирилло-Белозерский монастырь для сбора материалов, после чего пишет «Житие Кирилла Белозерского», используя устные рассказы Мартиниана Белозерского (первая редакция — весна 1462 г.).
- 1463—1491 — Деятельность монаха Кирилло-Белозерского монастыря Ефросина по переписке книг. Некоторые дополнения предположительно считаются его собственным творчеством.
- 1463—1464 — Послания митрополита Феодосия в Новгород и Псков о неприкосновенности церковных имуществ.
- 1464 — Согласно А. Н. Насонову, составлен Псковский свод.
- 1464 — Архиепископ Новгородский Иона пишет послание митрополиту Феодосию в ответ на послание последнего.
- 1464 — Написание игуменом Саввина Вишерского монастыря Геласием первой редакции «Жития Саввы Вишерского».
- Между 1464 и 1470 — Пахомий Логофет в Новгороде пишет вторую редакцию «Жития Саввы Вишерского» и службу святому Онуфрию.
- 1465—1466 — Купец Василий совершает путешествие в Малую Азию, Египет и на Святую Землю и пишет «Хождение».
- 1469 — Согласно А. Н. Насонову, составлен Псковский летописный свод (представлен Тихановским списком Псковской I летописи, который кончается этим годом).
- 1469 — Завершение текста Летописи Лавровского[комм. 17].
- Конец 1460-х — начало 1470-х годов (по М. О. Скрипилю, между 1467 и 1473; либо в конце XV — начале XVI века) — «Повесть о Тимофее Владимирском».
- 1460―1470-е годы — Письмо Василия Дмитриевича Ермолина пану Иакову, писарю Казимира IV, о присылке Пролога.
- 1460-е годы (предположительно, но в пределах второй половины XV века) — написание «Повести о взятии Царьграда турками». Её автором назван Нестор Искандер (многие исследователи ставят данное авторство под сомнение).

### 1470-е годы
- 1471 — Послания митрополита Филиппа в Новгород (против признания западнорусского митрополита). Послание Филиппа о помиловании новгородцев после битвы на Шелони.
- Между 1471 и 1473 (по В. О. Ключевскому[комм. 18]) — новая редакция «Жития Феодора Ярославского», составленная Антонием, иеромонахом ярославского Спасо-Преображенского монастыря.
- 1471—1474 (по Л. С. Семенову; ранее датировалось 1466—1472) — путешествие Афанасия Никитина в Индию. Написание им «Хождения за три моря».
- 1471 — этим годом обрывается Никаноровская летопись (по Я. С. Лурье, она восходит к тому же протографу, что и Вологодско-Пермская; по Б. М. Клоссу — это её дефектный список).
- После 1471 — составление рассказа «Словеса избранна» о походе на Новгород и Марфе Борецкой.
- 1472 (или начало 1470-х годов) — Составление (по гипотезе Я. С. Лурье) в Кирилло-Белозерском монастыре (или в Москве) общерусского летописного свода (сохранился в составе Никаноровской и Вологодско-Пермской летописей, Лурье называет его Севернорусским). В его состав вошла «Повесть о походе на Новгород» в 1471 г.
- 1472 — этим годом завершается изложение Соловецкого вида Сокращенного летописного свода конца XV века (по Я. С. Лурье, составлен после 1492 г.).
- 1472 — Пахомий Логофет по поручению Ивана III и митрополита Филиппа составляет слово на перенесение мощей митрополита Петра (1 июля) и два канона.
- 1472 — написано «Житие Ионы Новгородского» (предположительно Пахомием Логофетом).
- 1470-е годы (не позже 1473) — Пахомий Логофет пишет новую (третью) редакцию «Жития Михаила Черниговского и боярина Феодора», дополнив её «Повестью об убиении Батыя».
- 1473 — Пахомий Логофет составляет канон Стефану Пермскому.
- Не позже 1474—1475 — Пахомий Логофет составляет вторую редакцию «Жития Кирилла Белозерского».
- После 1474 (?) — написание первой редакции «Жития Исаии Ростовского».
- 1475 — После смерти Афанасия Никитина его «Хождение» попадает в Москву к летописцу через дьяка Василия Мамырева.
- 1475—1477 — По гипотезе А. С. Демина, в Новгороде составлена редакция Письмовника.
- Сентябрь 1476 (6985) — Окончание Строевского и Синодального списков Новгородской четвёртой летописи младшего извода.
- 1477 — Составление летописного свода, известного как «Летописец от 72-х язык».
- 1477 — Согласно Я. С. Лурье, летописным рассказом этого года, помещенным в Устюжской летописи, завершается независимое новгородское летописание.
- 1477 — Список «Толковой палеи», опубликованный в 1892 году.
- 1477—1478 — Монах Иннокентий составляет Записку о последних днях жизни Пафнутия Боровского. Он же — автор канона Пафнутию Боровскому.
- Около 1477 — Написан Новороссийский список Новгородской четвёртой летописи старшего извода.
- 1478—1479 — Написание первой редакции «Жития Михаила Клопского».
- 1479 — Составление Московского великокняжеского летописного свода (сохранился в Эрмитажном списке Московского свода) (по М. Д. Приселкову, это свод 1480 г.). Использованы рассказы Стефана Бородатого. В его состав вошла подробная «Повесть о присоединении Новгорода».
- 1480 — Архиепископ Ростовский Вассиан Рыло составляет «Послание на Угру» Ивану III.
- 1480 — Митрополит Геронтий пишет послание Ивану III на Угру.
- 1480, 8 сентября — монах Ефросин делает запись, отмечая столетие Куликовской битвы. В те же годы Ефросин переписывает Кирилло-Белозерский список «Задонщины» (самый ранний из сохранившихся).
- 1480 — Написан Оболенский список Софийской первой летописи старшего извода.
- 1470-е годы — написан Строевский список Новгородской IV летописи.
- 1470-е годы — написан Карамзинский список Софийской I летописи старшего извода.
- 1470-е годы (по Л. А. Дмитриеву, между 1471 и 1478, по В. О. Ключевскому, около 1480) — написано «Житие Иоанна Новгородского». Ключевский предположил авторство Пахомия Логофета, Дмитриев его отвергает.
- 1470-е годы (приблизительно) — послание Федора Жидовина против иудеев (автор отождествляется с Феодором Новокрещеным, переводчиком «Псалтыри»).
- Третья четверть XV века (до 1481) — Псковский книжник Иов Столп составляет послание к Евфросину, основателю псковского Елеазарова монастыря, об аллилуйе в церковном пении. Предполагалось, что Иов — автор «Послания господину Афанасию».
- Третья четверть XV века (по С. О. Шмидту, 1440-е годы) — написание первой редакции «Повести о варяжской божнице» («Повести о посаднике Добрыне») в Новгороде и «Повести о построении Благовещенской церкви Иоанном и Григорием» (их рассказчиком назван Сергий, игумен Островского Никольского монастыря).
- Третья четверть XV века — написано «Слово о Хмеле».

### 1480-е годы
- 1481 — Завершение основного текста Ермолинской летописи (она имеет приписки за 1485—1488 гг.). Этим же годом завершается краткий «Летописец русский».
- 1481 — По гипотезе А. А. Шахматова, составлен Псковский летописный свод.
- 1481 или вскоре после — Паисий Ярославов пишет «Сказание о Спасо-Каменном монастыре».
- После 1481 — Составлена «Повесть о стоянии на Угре» (по Я. С. Лурье, первоначально вне летописных сводов).
- Вскоре после 1481 (не позже 1510) — составление первого «Жития Евфросина Псковского».
- Вскоре после 1483 — Написание «Жития Арсения Тверского», предположительно Феодосием, иноком Успенского Желтикова монастыря (он же — автор службы Арсению 1483 г.).
- 1484 — По гипотезе А. А. Шахматова, составлен ростовский свод (позже его существование отвергнуто).
- 1484—1504 — Архиепископ Новгородский Геннадий. Автор посланий церковным иерархам против еретиков. Организатор «литературного кружка», которому принадлежит рассуждение «О летах седмыя тысячи», введение к Пасхалии.
- 1484 или вскоре после — Пахомий Логофет пишет «Житие Моисея, архиепископа Новгородского».
- Вскоре после 1484 — Смерть Пахомия Логофета. Его перу принадлежит 10 или 11 житий, похвальные слова и сказания, 14 служб и 21 канон.
- 1485 — написание «Повести о Дракуле». Её автором считается Фёдор Васильевич Курицын.
- 22 июля 1485 — Иван Чёрный переписывает «Летописец Еллинский и Римский». На полях он делал глоссы (иногда с помощью букв пермского алфавита). Послесловие к тексту — его самостоятельное сочинение: «Преддверие настоящего сочетания».
- 1486 — Составлен Псковский летописный свод (Псковская вторая летопись, по А. Н. Насонову). Его составление иногда связывают с посадником Степаном Максимовичем. Согласно Б. М. Клоссу, Синодальный список (датируемый 1485—1486 годами) — оригинал Псковской второй летописи.
- 1486—1489 — Послания митрополита Геронтия вятчанам о подчинении власти великого князя.
- 1486 — Со слов московского посла Георгия Перкамоты (его предположительно отождествляют с Юрием Мануиловичем Траханиотом) в канцелярии миланского герцога составлено краткое описание России.
- Между 1487 и 1490 — Еретики Иван Чёрный и Игнат Зубов бегут из Новгорода в Литву. Иван Чёрный вскоре умирает.
- Около 1487 (датировка Б. М. Клосса) — Сохранившийся иллюстрированный список Радзивиловской летописи. Написан предположительно в Смоленске.
- 1488 — Инок Савва пишет «Послание на жидов и на еретики», адресованное боярину Дмитрию Васильевичу Шеину.
- 1489 (либо шире: 1480-е годы) — Летописный свод, положенный в основу Софийской II летописи и Львовской летописи. Я. С. Лурье называет его «оппозиционным сводом» и «независимым сводом» (А. Н. Насонов считал его митрополичьим сводом). Составлен при участии дьяка Родиона Кожуха (автора ряда житийных повестей).
- 1489 (по А. Н. Насонову, либо 1480-е годы) — Ростовский летописный свод, отразившийся в Типографской летописи. Включает «Повесть о стоянии на Угре».
- 1489 — Послание Геннадия Новгородского Иоасафу Ростовскому.
- 1489 — Послание Дмитрия Мануиловича Траханиота архиепископу Геннадию «О летах седьмой тысячи» (примерно в то же время написано и послание Траханиота «О трегубной аллилуйе»).
- 1490 — Церковный собор против еретиков в Москве. Сохранилось «Покаяние» священника Дениса, который, несмотря на это, был признан еретиком и отлучен от церкви. Митрополит Зосима подписывает «Соборный приговор и поучение против еретиков».
- 1490 — Епископ Пермский Филофей составляет новую пасхалию и посылает её со своим предисловием митрополиту Зосиме.
- После 1490 — Николай Булев участвует в составлении новой пасхалии.
- 1480-е годы (вероятно) — Путешествие Нила Сорского на Балканы и Афон.
- 1480-е годы (вторая половина) — Первоначальная редакция «Жития Евфросина Псковского» (согласно предположению М. В. Первушина, см.: Первушин М.В. Житие Евфросина Псковского: история текстов, проблема авторства, идейно-содержательная специфика. Дисс. канд. филол. н. М., 2008).

### 1490-е годы
- 1491 — Этим годом завершается «Летопись Новгородская Хронографическая».
- 1491 — Герасим Поповка записывает со слов монаха-доминиканца Вениамина в Новгороде рассказ о взятии Константинополя турками.
- Около 1491 — Дьякон Филипп Петров пишет донесение архиепископу Геннадию о прении псковских священников с пришедшими в город католическими монахами.
- 1492 — По поручению митрополита Зосимы составляется новая пасхалия, Зосима пишет к ней предисловие («Изложение пасхалии»).
- 1492—1494 — Иосиф Волоцкий пишет послание Нифонту Суздальскому.
- 1492 — Согласно Я. С. Лурье, составлен Кирилло-Белозерский летописный свод (отразился в Сокращенных сводах 1493 и 1495 годов и Ермолинской летописи).
- 1492—1493 — По гипотезе А. А. Шахматова, в это время совершено путешествие на Ближний Восток, описанное в некоторых списках Хронографа редакции 1512 г. Автор описания — казначей Михаил Григорьев (либо Гиреев), которого Шахматов предположительно отождествил с М. Г. Мисюрь-Мунехиным.
- 1493 (первая половина 1490-х годов, завершается 1492 г.) — По Я. С. Лурье, составлен великокняжеский летописный свод (Московский свод по Уваровскому списку).
- 1493 — «Сокращенный летописный свод 1493 года» (по А. Н. Насонову): Погодинский вид Сокращенного свода конца XV в.
- 1493—1494 — сохранился перечень книг, переписанных в эти годы для Соловецкого монастыря по инициативе игумена Досифея.
- 1494 — Иосиф Волоцкий пишет «Послание вельможе Иоанну о смерти князя».
- 1494 — После обвинений Иосифа Волоцкого …
- 1495 — «Сокращенный летописный свод 1495 года» (по А. Н. Насонову): Мазуринский вид Сокращенного свода конца XV в.
- 1495 — Составление в Смоленске «Летописи Авраамки».
- 1495 — Инок Глушицкого монастыря Иринарх пишет «Житие Дионисия Глушицкого».
- 1497 — «Летописный свод 1497 года» (по А. Н. Насонову). По Я. С. Лурье, это Прилуцкий вид «Летописца от 72-х язык».
- 1497 — Составление «Судебника Ивана III».
- 1497 — Вениамин пишет «Слово кратко противу тех, иже в вещи священные… соборные церкви вступаются» («Собрание на лихоимцев»).
- 1498 — Инок Троицкий Сергий Старый составляет молитву Сергию Радонежскому.
- Около 1498 — Сохранившийся список Московско-Академической летописи.
- Между 1498 и 1502 (по Я. С. Лурье) — составление «Симеоновской летописи».
- 1499 — Этим годом завершается «Тверская летопись».
- 1499 — по А. А. Шахматову, составлен летописный свод.
- 1499 — Князь Василий Иванович Патрикеев пострижен в монахи в Кирилло-Белозерском монастыре под именем Вассиана.
- 1499 — написана первая редакция «Сказания об иконе Богоматери Тихвинской».
- Вскоре после 1500 (до 1504) — Смерть Федора Курицына.
- 1490-е годы — Первый период творчества Иосифа Волоцкого (по Я. С. Лурье). Он пишет сочинение в защиту икон; «Сказание о скончании седьмой тысячи»; «Рассуждение об иноческом жительстве»; краткую редакцию монастырского устава; послание своему брату Вассиану (Санину) и ряд других посланий.
- 1490-е годы (приблизительно) — Нил Сорский составляет «Устав» и «Предание о жительстве скитском». Нил составил и собственноручно переписал трехтомный «Соборник». Также Нил был автором нескольких посланий: Вассиану Патрикееву (вскоре после 1499), Гурию Тушину, «брату с восточной страны» (Кассиану Учемскому?). Послание Нила Сорского Герману Подольному в ответ на письмо (несохранившееся) последнего.
- 1490-е годы — Бывший игумен Соловецкого монастыря Досифей пишет первую редакцию «Жития Зосимы и Савватия» и предисловие к нему «Слово о сотворении Жития начальников соловецких».
- 1490-е годы — написание второй редакции «Жития Михаила Клопского».
- Вторая половина 1490-х годов — Редакция Московского великокняжеского летописного свода. Отразилась в Симеоновской летописи и Мазуринском виде Сокращенного свода, а также в Московской Хронографической летописи (Я. С. Лурье).
- Не ранее конца 1490-х годов — составлен Лихачевский вид «Летописца от 72-х язык».
- Конец 1490-х годов — первая редакция Вологодско-Пермской летописи (Лондонский список). Зависит от великокняжеского свода второй половины 1490-х.
- Конец XV века (между 1485 и 1500) — «Лаодикийское послание» Федора Курицына.
- Конец XV века — Герман Подольный составляет описание книг Кирилло-Белозерского монастыря.
- Конец XV века — Фиксация состава сборника «Златоуст».
- Конец XV века (датировка М. О. Скрипиля; по В. О. Ключевскому — середина XIV века, другие авторы датируют XV в. либо 1470-80-ми годами) — написана «Повесть о Петре, царевиче Ордынском».
- Конец XV века (не позднее 1520-х) — написание «Жития Исидора Твердислова».
- Конец XV века (после 1474) — краткая редакция «Жития Исидора Юрьевского».
- Конец XV века (между 1483 и 1503) — бывший киевский митрополит Спиридон-Савва в Ферапонтовом монастыре пишет «Изложение о православной истинной нашей вере».
- Конец XV века — книжник Петр пишет «Сказание о чудесах митрополита Петра» и «Слово на перенесение мощей митрополита Петра» 24 августа 1479 года[комм. 19].
- Конец XV века — написана «Повесть о старце, просившем руки царской дочери».
- Конец XV века — в требниках и служебниках распространяется молитва «Владыко многомилостиве» (благопожелания царю).
- Конец XV — начало XVI века — Нилом Сорским или его кругом составлена исихастская редакция «Списка истинных книг» (атрибуция и датировка И. М. Грицевской).
- Конец XV — начало XVI века — анонимный трактат «Написание о грамоте».
- Конец XV — начало XVI века — написание «Жития Григория Пельшемского».
- Конец XV — начало XVI века — написание «Жития Лазаря Муромского».
- Конец XV — начало XVI века — в Волоколамском монастыре (предположительно самим Иосифом Волоцким) написана «Повесть о Евстратии».
- Конец XV — начало XVI века — написана «Повесть о Луке Колочском».
- Конец XV — начало XVI века — написано сказание «О человецех незнаемых в восточной стране» (о Сибири).
- Конец XV — начало XVI века — в Новгороде написана «Повесть об Ионе, архиепископе Новгородском».

### Приблизительные датировки
- XV век — «Сказание о Мамаевом побоище».
- Не ранее конца XV века (по гипотезе Г. М. Прохорова[2]), не позднее середины XV века (по гипотезе Н. В. Савельевой[комм. 20]) — апокриф «О всей твари».
- Последняя четверть XV века — составление «Академического хронографа».
- Последняя четверть XV века — датировка списка Никифоровской летописи.
- Последняя треть XV века (между 1463 и 1515) — Андрей Юрьев пишет новую редакцию «Жития Федора Ростиславича Чёрного».
- Вторая половина XV — начало XVI века — «Слово о Меркурии Смоленском».
- Вторая половина XV века — первая редакция «Жития Авраамия Ростовского».
- Вторая половина XV века (датировка Я. С. Лурье) — написана «Повесть о Дмитрии Басарге и его сыне Борзосмысле».
- Не позднее второй половины XV века — возникновение «покаянных стихов» (древнейший известный образец — «Плач Адама» в списке около 1470 года).
- Вторая половина XV века — начало сложения украинских дум и исторических песен.
- XV век — составление Средней редакции «Повести о Довмонте», дополненной «Сказанием о Вышелеге Литовском».
- XV век — русский автор на Афоне составляет «Речь тонкословия греческого».
- XV век — хождение Арсения Селунского «Слово о бытии Иерусалимском».

## Переводные тексты XV века
- 1401 — В Константинополе в монастыре Богородицы иноком Афанасием (предположительно Афанасием Высоцким) сделан список Церковного устава лавры Саввы Освященного под названием «Око церковное».
- 1425 — Иаков Доброписец на Афоне делает перевод Слова постнического Максима Исповедника.
- 1431 — В Афонской лавре св. Афанасия некий Афанасий Русин[комм. 21] переписал (вероятно, переведённое им) «Житие Афанасия Афонского».
- 1432 — Афанасий Русин на Афоне переписал «Житие Григория Омиритского» в переводе некоего Андрония.
- 1460-е годы (до 1468) — русский перевод «Рыдания» Иоанна Евгеника.
- Между 1466 и 1473 — Феодор «Новокрещёный» переводит «Книгу глаголемую Псалтырь» — сборник средневековых еврейских псалмов «Махазор».
- 1490 — Со слов имперского посла Георга фон Турна Юрий Мануилович Траханиот перевёл по поручению архиепископа Геннадия рассказ об учреждении инквизиции в Испании.
- 1492 (?) — Монах Вениамин переводит с румынского итальянский трактат XII в. «Цветник добродетели».
- 1493 — Монах Вениамин составляет сборник нескольких библейских книг, отсутствовавших в русских переводах и перевеённых с Вульгаты с предисловиями Иеронима и комментариями Николая де Лиры.
- 1498—1500 — Дмитрий Герасимов и Влас Игнатов переводят надписания псалмов из немецкой псалтири (по кёльнскому изданию 1478 г.).
- 1499 — Завершение работы над Геннадиевской Библией в Новгороде под руководством Герасима Поповки.
- Конец XV века (между 1472 и 1505) — Мануил Дмитриевич (предположительно Траханиот) совместно с Феодором, протопопом Благовещенского собора, переводит прение псевдо-Афанасия Александрийского с Арием.
- Конец XV века (после 1494) — перевод с немецкого в Новгороде «Прения живота и смерти» («Повести о споре жизни и смерти»).
- Конец XV века (но предисловие написано в 1522) — перевод Дмитрием Герасимовым латинской грамматики Доната.
- Конец XV — начало XVI века (ранее 1520-х) — перевод «Луцидариуса» с немецкого издания 1485 г.
- Конец XV — начало XVI века — русский перевод с латинского издания 1485 г. «Троянской истории» Гвидо де Колумна (сделан в Новгороде).
- Конец XV — начало XVI века — русский перевод трактата «Тайная Тайных» («Secretum Secretorum») (вероятно, с еврейского, по гипотезе А. Л. Хорошкевич, переводчиком был Аврам Езофович Ребичкович). Во многих списках к трактату присоединяется «Сказание об Аристотеле».
- Конец XV века — Швайпольт Фиоль издает в Кракове «Часослов», «Октоих» и две «Триоди».
- Не позднее середины XV века — распространение перевода небольшого отрывка «Повесть Никифора Каллиста о вечерях Христовых».
- Не позднее середины XV века — распространение первой редакции «Повести о Ватопедском монастыре».
- Третья четверть XV века — перевод Пахомием Логофетом «Пророчества о судьбах Семихолмного».
- Вторая половина XV века — распространение на Руси переводов подборки сочинений Давида Дисипата («О еже не впасти в ересь Варлаама и Акиндина» и других).
- Вторая половина XV века — распространение на Руси «Стефанита и Ихнилата».
- Вторая половина XV века — перевод с еврейского (вероятно, в Литовской Руси) «Логики» Маймонида и «Шестокрыла».
- Не позднее конца XV века — распространение на Руси апокрифов о Крестном древе.
- Не позднее XV века — распространение на Руси переведённого в X в. в Сербии «Евангелия Никодима».
- Не позднее XV века — распространение на Руси переведенной в Болгарии «Епистолии Иисуса Христа о неделе».
- Не позднее XV века — распространение на Руси «Сказания о двенадцати пятницах».
- Не позднее XV века — распространение на Руси «Беседы трех святителей».
- Не позднее XV века — распространение на Руси апокрифических «Житий Давида».
- Не позднее XV века — распространение на Руси апокрифов об Иакове (брате Господнем).
- Не позднее XV века — распространение на Руси «Жития Николая Студита».
- Не позднее XV века — распространение на Руси «Жития Флора и Лавра».
- Не позднее XV века — перевод Жития Николая Мирликийского, написанного Симеоном Метафрастом.
- Не позднее XV века — перевод «Сказания о построении храма святой Софии».
- Не позднее XV века — распространение на Руси перевода сборника «Маргарит».
- Не позднее XV века — сказание «О иконописце святом евангелисте Луке».
- Не позднее XV века — известны «слова» о добрых и злых жёнах (частично включены уже в «Изборники»).
- Не позднее XV века — перевод еврейской хронографической компиляции «Иосиппон», использованной в компилятивном сочинении «Плены Иерусалимли», включённом в «Академический хронограф».
- Не позднее XV века — распространение как самостоятельного текста апокрифа «От коих частей создан был Адам» («О сотворении Адама»).
- XV век — распространение на Руси «Апокрифа об Адаме и Еве» и (вероятно, тогда же) «Сказания, как сотворил бог Адама».
- XV век — рассказы о Соломоне и Китоврасе в составе Палеи (вероятно, восходят к еврейскому оригиналу).
- XV век (не позднее 1470-х) — распространение на Руси «Апокрифа об иерействе Иисуса Христа».
- XV век — русский перевод Послания Фотия князю Борису-Михаилу (865).

Хронографы:
- Не позднее XV века — составлен «Софийский хронограф».
- 1442 — По гипотезе А. А. Шахматова, Пахомием Логофетом составлена первая редакция Русского хронографа (сейчас эта гипотеза отвергается).
- Первая половина XV века (точнее середина XV в., но не позже 1453) — составление второй редакции «Летописца еллинского и римского».
- XV век — составлен «Тихонравовский хронограф».
- XV век — создание Полной Хронографической палеи.
- XV век — распространение на Руси «Сербской Александрии»[комм. 22].
- XV век — В Сербии составлен т. н. Паралипомен — сокращённая редакция славянского перевода «Хроники» Иоанна Зонары (сделанного около 1170 г.). Этот текст становится известен на Руси.
- Конец XV — начало XVI века — на Руси распространяется «Хроника» Константина Манассии.